# Steve Vickers
Stephen James "Steve" Vickers, född 21 april 1951, är en kanadensisk före detta professionell ishockeyforward som tillbringade tio säsonger i den nordamerikanska ishockeyligan National Hockey League (NHL), där han spelade för ishockeyorganisationen New York Rangers. Han producerade 586 poäng (246 mål och 340 assists) samt drog på sig 330 utvisningsminuter på 698 grundspelsmatcher. Vickers spelade också för Springfield Indians i American Hockey League (AHL); Omaha Knights i Central Hockey League (CHL) samt Toronto Marlboros i OHA-Jr.
Han draftades av New York Rangers i första rundan i 1971 års draft som tionde spelare totalt.
Vickers vann Calder Memorial Trophy som årets rookie för säsongen 1972–1973.

## Statistik
| 1968–1969      | Markham Waxers      | MTJHL          | 36  | 43  | 40  | 83  | —   | —  | —  | —  | —  | —  |
| 1969–1970      | Toronto Marlboros   | OHA-Jr.        | 52  | 28  | 38  | 66  | 23  | 11 | 5  | 5  | 10 | 5  |
| 1970–1971      | Toronto Marlboros   | OHA-Jr.        | 62  | 43  | 64  | 107 | 51  | 13 | 8  | 12 | 20 | 5  |
| 1971–1972      | Omaha Knights       | CHL            | 70  | 36  | 23  | 59  | 45  | —  | —  | —  | —  | —  |
| 1972–1973      | New York Rangers    | NHL            | 61  | 30  | 23  | 53  | 37  | 10 | 5  | 4  | 9  | 4  |
| 1973–1974      | New York Rangers    | NHL            | 75  | 34  | 24  | 58  | 18  | 13 | 4  | 4  | 8  | 17 |
| 1974–1975      | New York Rangers    | NHL            | 80  | 41  | 48  | 89  | 64  | 3  | 2  | 4  | 6  | 6  |
| 1975–1976      | New York Rangers    | NHL            | 80  | 30  | 53  | 83  | 40  | —  | —  | —  | —  | —  |
| 1976–1977      | New York Rangers    | NHL            | 75  | 22  | 31  | 53  | 26  | —  | —  | —  | —  | —  |
| 1977–1978      | New York Rangers    | NHL            | 79  | 19  | 44  | 63  | 30  | 3  | 2  | 1  | 3  | 0  |
| 1978–1979      | New York Rangers    | NHL            | 66  | 13  | 34  | 47  | 24  | 18 | 5  | 3  | 9  | 13 |
| 1979–1980      | New York Rangers    | NHL            | 75  | 29  | 33  | 62  | 38  | 9  | 2  | 2  | 4  | 4  |
| 1980–1981      | New York Rangers    | NHL            | 73  | 19  | 39  | 58  | 40  | 12 | 4  | 7  | 11 | 14 |
| 1981–1982      | New York Rangers    | NHL            | 34  | 9   | 11  | 20  | 13  | —  | —  | —  | —  | —  |
|                | Springfield Indians | AHL            | 20  | 4   | 6   | 10  | 14  | —  | —  | —  | —  | —  |
| NHL totalt     | NHL totalt          | NHL totalt     | 698 | 246 | 340 | 586 | 330 | 68 | 24 | 25 | 49 | 58 |
| OHA-Jr. totalt | OHA-Jr. totalt      | OHA-Jr. totalt | 114 | 71  | 102 | 173 | 74  | 24 | 13 | 17 | 30 | 10 |